# Arthur Newton
Arthur Lee Newton (Upton, 31 de janeiro de 1883 - Worcester, 19 de julho de 1950) foi um fundista e campeão olímpico norte-americano.
Em Paris 1900, sua primeira participação olímpica, Newton ficou em 4º lugar nos 2500 m steeplechase e em 5º na maratona. Nos Jogos seguintes, porém, sua participação foi muito mais efetiva.
Em St. Louis 1904, ele conquistou duas medalhas de bronze nas provas que havia disputado em Paris sem conseguir medalhar - os 2590 m steeplechase (90 m a mais que a prova parisinese) e a maratona. Seu coroamento veio com o ouro olímpico, integrando a equipe do New York Athletic Club junto com George Underwood, Paul Pilgrim, Howard Valentine e David Munson, que, representando os Estados Unidos, venceu a prova das 4 milhas em equipe.